# Pelastoneurus congoensis
Pelastoneurus congoensis är en tvåvingeart som beskrevs av Octave Parent 1933. Pelastoneurus congoensis ingår i släktet Pelastoneurus och familjen styltflugor.
Artens utbredningsområde är Kongo. Inga underarter finns listade i Catalogue of Life.